# Politiek van Mexico
De politiek van Mexico wordt grotendeels geregeld in de grondwet, die uit 1917 stamt. Het politieke landschap is ingericht volgens de trias politica, dat wil zeggen er is een onderscheid tussen de wetgevende macht, uitvoerende macht en de rechterlijke macht. Opvallend aan de Mexicaanse politiek is het anti-reëlectionisme, waardoor politici de meeste functies slechts een keer mogen bekleden. Dit is bedoeld om een concentratie van macht bij een persoon of een kleine groep personen te voorkomen, maar het zorgt ook voor politieke instabiliteit. De grondwetswijziging van 2014 heeft hierin verandering gebracht en herverkiezing in de wetgevende macht met een limiet mogelijk gemaakt.

## Wetgevende macht
De wetgevende macht wordt gevormd door het Congres van de Unie (Spaans: Congreso de la Unión), het Mexicaans parlement. Mexico kent een tweekamerstelsel, dus het Congres is opgedeeld in een hogerhuis, de Kamer van Senatoren (Cámara de Senadores), en een lagerhuis, de Kamer van Afgevaardigden (Cámara de Diputados). Sinds de grondwetswijziging van 2014 kunnen afgevaardigden driemaal herkozen worden en senatoren tweemaal. De Kamer van Senatoren bestaat uit 128 leden. Driekwart daarvan wordt door middel van een districtenstelsel gekozen, waarbij elk van de 31 staten en Mexico-Stad drie senatoren leveren. De partij die het meeste aantal stemmen in een staat heeft gewonnen krijgt twee zetels, de tweede partij krijgt een zetel. Dit systeem is in de jaren 90 ingevoerd om de oppositie een gegarandeerde vertegenwoordiging in de Senaat te geven. Het overige deel wordt door middel van evenredige vertegenwoordiging gekozen. Senatoren worden voor zes jaar gekozen. De Kamer van Afgevaardigden wordt voor drie jaar gekozen en bestaat uit 500 leden. 200 daarvan worden gekozen door evenredige vertegenwoordiging in vijf kiesregio´s, en 300 door middel van directe verkiezing per kiesdistrict.

## Uitvoerende macht
De uitvoerende macht wordt gevormd door de president van Mexico en het Mexicaanse Uitvoerende Kabinet. De president wordt voor zes jaar gekozen (zonder mogelijkheid tot herverkiezing) en heeft aanzienlijke volmachten, zoveel dat hij soms wel de "dictator voor zes jaar" (volgens Enrique Krauze) wordt genoemd. Hij mag ministers benoemen en ontslaan, een veto uitspreken over wetten, oorlog verklaren, etc. De president wordt gekozen door middel van evenredige vertegenwoordiging. Alleen politieke partijen mogen iemand voordragen als presidentskandidaat. Tot 2000 was het gebruikelijk dat de zittende president bepaalde wie de kandidaat voor zijn partij werd (dedazo) en aangezien een partij (de PRI, zie hieronder) vrijwel alle macht had kwam dat erop neer dat de president zijn opvolger aanwees. Sinds 2000 is die praktijk echter verdwenen, en organiseren de meeste partijen voorverkiezingen. Het kabinet bestaat uit 19 ministers, die door de president worden aangewezen.
Een vaak gehoorde kritiek was dat de uitvoerende macht veel te sterk is ten opzichte van de wetgevende macht. Gedurende een groot deel van de twintigste eeuw was de taak van het congres inderdaad weinig meer dan het goedkeuren van alles wat de regering deed, maar sinds de democratische hervormingen in de jaren 90 is daar verandering in gekomen. Vooral de macht van de senaat is toegenomen; zo heeft zij als enige lichaam het recht gouverneurs uit het ambt te ontzetten. Sommige waarnemers stellen nu zelfs dat de laatste jaren is gebleken dat de macht van de president helemaal niet meer zo sterk is. Nu er niet meer een partij zowel de president als vrijwel het hele congres levert, wordt de slagkracht van de president sterk verminderd door obstructie vanuit het congres. Sinds 1997, toen de PRI haar absolute meerderheid in het congres kwijtraakte, is de positie van de president vaak zwak gebleven en is het hem nauwelijks nog gelukt belangrijke en omstreden wetgeving zonder kleerscheuren door het congres te loodsen. Vanaf 2018 heeft de regeringscoalitie onder leiding van Morena wederom de meerderheid in beide kamers en is de positie van de president versterkt.

## Rechterlijke macht
De juridische macht is verdeeld in federale en staatsrechtbanken. Volgens de grondwet moeten rechtszaak en veroordeling over misdrijven waarvoor minstens een gevangenisstraf van twee jaar bestaat binnen een jaar afgehandeld zijn. In de praktijk komt hier echter weinig van terecht. De rechtspraak wordt gedaan door rechters, en er bestaat geen juryrechtspraak. De gedaagde heeft recht op een advocaat; voor degenen die zich geen advocaat kunnen veroorloven bestaan publieke verdedigers. Rechters uit het Hooggerechtshof van de Natie worden aangewezen door de president, met toestemming van de senaat.
In de praktijk functioneert de rechterlijke macht slecht. Mensenrechtenorganisaties hebben er verder op gewezen dat overtredingen door militairen vrijwel altijd onbestraft blijven, ook wanneer het slachtoffer een burger is. Deze zaken worden doorgaans doorverwezen naar militaire rechtbanken, hoewel het grondwettelijk niet is toegestaan een rechtszaak waarbij minstens een van de partijen een burger is voor een militaire rechtbank af te handelen

## Politieke partijen
zie ook Lijst van Mexicaanse politieke partijen.
Om erkenning te krijgen moet een partij de steun hebben van ten minste 0,25% van de bevolking. Wanneer een partij bij landelijke verkiezingen minder dan 3% van de stemmen haalt verliest het de officiële erkenning.
In 2018 haalden 7 partijen de landelijke kiesdrempel. In 2020 werden drie nieuwe partijen erkend. Aan de verkiezingen van 2021 mochten derhalve op landelijk niveau tien partijen deelnemen. Na de verkiezingen van 2024 waren er nog zes landelijke partijen over:
- Nationale Actiepartij (PAN)
- Institutioneel Revolutionaire Partij (PRI)
- Partij van de Arbeid (PT)
- Groene Ecologische Partij van Mexico (PVEM)
- Partij van de Burgerbeweging (MC)
- Morena

PAN, PRI en PRD werden tot 2018 als grote partijen gezien. Gedurende het grootste deel van de twintigste eeuw werd Mexico bestuurd door de PRI. Deze partij is opgericht in 1929 als Nationaal Revolutionaire Partij (PNR) en kreeg haar huidige naam in 1946. Onder de PRI ontwikkelde Mexico zich feitelijk tot eenpartijstaat, verkleed als democratie. De Peruaanse schrijver Mario Vargas Llosa noemde Mexico onder de PRI dan ook wel de 'perfecte dictatuur' terwijl grapjassen het land een 'democratuur' (democradura) noemden. Sinds de jaren 80 en 90 is de macht van de PRI echter afgebrokkeld. In 2000 werd de PRI voor het eerst verslagen in presidentsverkiezingen, toen PAN-kandidaat Vicente Fox werd gekozen.
Bij presidents- of gouverneursverkiezingen komt het regelmatig voor dat meerdere partijen een alliantie vormen en samen een kandidaat ondersteunen. Vaak zijn het de kleinere partijen die de kandidaat van een grote partij ondersteunen, maar het komt ook wel voor dat twee van de drie grote partijen zich verenigen tegen de derde, waarbij de derde dan meestal de PRI is. In onder andere Nayarit en Chiapas zijn de PAN en PRD er zo in geslaagd het monopolie van de PRI te breken. Voor de presidentsverkiezingen van 2006 waren er twee van dergelijke allianties gevormd. De Alianza por el Bien de Todos (Alliantie voor het Welzijn van Allen) bestond uit de PRD, PT en Convergentie en ondersteunden Andrés Manuel López Obrador (PRD) en de Alianza por México (Alliantie voor Mexico) bestond uit de PRI en PVEM en werd aangevoerd door Roberto Madrazo (PRI). Met de verkiezingen van 2018 werd Morena de grootste partij. De voormalige aartsrivalen PRI, PAN en PRD vormden voor de verkiezingen van 2021 een alliantie om de meerderheid in Senaat en Congres te heroveren. Bij de verkiezingen van 2024 verkreeg de regeringscoalitie van Morena, PT en PVEM een ruime tweederdemeerderheid in de Kamer van Afgevaardigden en op een stem na een tweederdemeerderheid in de Senaat waardoor de coalitie grondwetswijzigingen kan goedkeuren.
Politieke partijen hebben een erg slechte naam in Mexico; in peilingen waarin Mexicanen hun vertrouwen in verschillende instituties wordt gevraagd bungelen politieke partijen steevast onderaan het lijstje. Partijen wordt verweten een broeinest te zijn van corruptie en vriendjespolitiek; macht komt voor hen altijd eerst en ideologie en het landsbestuur is hoogstens van secundair belang. Kleine politieke partijen zijn in de praktijk vaak een kliekje rond één belangrijke politicus en steunen tijdens verkiezingen vaak de kandidatuur van een grote partij in ruil voor een deel van de macht. Al enkele tijd klinkt de roep het partijsysteem te hervormen, bijvoorbeeld door hen niet meer uit publieke gelden te financieren of door het ook partijlozen toe te staan deel te nemen aan verkiezingen. Sinds de grondwetsherziening van 2014 is het inderdaad mogelijk geworden dat partijlozen als onafhankelijk kandidaat deelnemen aan alle verkiezingen.
Naast politieke partijen zijn er meer dan honderd nationale politieke groeperingen erkend. Om als nationale politieke organisatie erkend te worden moet een organisatie minstens vijfduizend leden hebben en een politiek beginselprogramma. Nadat er voldoende handtekeningen zijn ontvangen, kan een nationale politieke organisatie erkend worden als politieke partij. Andersom komt het wel voor dat politieke partijen die niet genoeg stemmen halen bij parlementsverkiezingen (minstens 1 zetel) en daardoor hun erkenning verliezen hun bestaan voortzetten als nationale politieke groepering.
In een aantal staten bestaan naast de landelijke partijen ook lokale partijen. De wetgeving omtrent erkenning van lokale partijen verschilt per staat. Hoewel enkele lokale partijen burgemeesters, gemeenteraadsleden of vertegenwoordigers in een staatscongres leveren is geen enkele lokale politieke partij een macht van betekenis te noemen.

## Territoriale indeling
Mexico is een federatie bestaande uit 31 staten en Mexico-Stad. Staten worden bestuurd door een gouverneur, die voor zes jaar gekozen wordt en niet herkiesbaar is, en een eenkamerparlement. De 31 staten zijn:
| - 1. Aguascalientes - 2. Baja California - 3. Zuid-Neder-Californië - 4. Campeche - 5. Chiapas - 6. Chihuahua | - 7. Coahuila - 8. Colima - 9. Durango - 10. Guanajuato - 11. Guerrero - 12. Hidalgo | - 13. Jalisco - 14. Mexico - 15. Michoacán - 16. Morelos - 17. Nayarit - 18. Nuevo León | - 19. Oaxaca - 20. Puebla - 21. Querétaro - 22. Quintana Roo - 23. San Luis Potosí - 24. Sinaloa | - 25. Sonora - 26. Tabasco - 27. Tamaulipas - 28. Tlaxcala - 29. Veracruz - 30. Yucatán - 31. Zacatecas |

De 31 staten van Mexico

Elke staat is verdeeld in gemeentes (municipios), die bestuurd worden door een presidente municipal ("gemeentelijk voorzitter", vergelijkbaar met burgemeester). De presidente municipal wordt voor drie jaar gekozen, en is in tegenstelling tot de meeste andere functies wel herkiesbaar, zij het maar een keer. Er bestaan in totaal 2436 gemeentes. Binnen gemeentes kunnen nederzettingen erkend worden als (aflopend naar status) ciudad, villa, pueblo, ranchería en conglomeración. Deze titels hebben maar weinig praktische invulling.
Het enige gedeelte van Mexico dat niet onder een staat valt is Mexico-Stad. Oorspronkelijk werd dit bestuurd door een door de president aangewezen minister (ook wel bekend als de "regent") doch sinds 1997 werd de regeringsleider van het toen nog zogenaamde Federaal District door de bevolking gekozen. Deze functie hield het midden tussen die van staatsgouverneur en burgemeester. In 2016 kreeg Mexico-Stad een eigen grondwet en veranderde van naam. De regeringsleider van Mexico-Stad is sindsdien gelijkwaardig aan een gouverneur en heeft zitting in de CONAGO, de Nationale Conferentie van Gouverneurs. In de internationale pers wordt de Regeringsleider van Mexico-Stad vaak onterecht burgemeester genoemd. Mexico-Stad is opgedeeld in zestien gemeentes (alcaldías) die vergelijkbaar zijn met de gemeentes (municipios) in de rest van het land.
De grondwet voorziet ook nog in territoria, federale gebieden met weinig inwoners die voor het grootste deel door de federale regering worden bestuurd, die tegenwoordig echter niet meer bestaan. De laatste territoria, Quintana Roo en Baja California zijn in 1974 tot staat verheven.

## Nationale symbolen

De vlag van Mexico

De nationale symbolen van Mexico, de vlag, het volkslied en het wapen, zijn vele malen officieel vastgesteld, voor het laatst in 1984.
De vlag van Mexico is een driekleur bestaande uit drie verticale banden, van links naar rechts groen, wit en rood, met het nationale wapen (of embleem) in het midden. Deze vlag stamt uit 1821 maar is in de loop der jaren meerdere keren aangepast. Op het Mexicaanse wapen staat een adelaar afgebeeld, die op een nopalcactus in een meer staat en een slang in zijn bek heeft. Dit is een verwijzing naar de stichtingsmythe van Mexico-Stad. Over de betekenis van de kleuren is onenigheid, verschillende regeringen hebben ze in de loop van de geschiedenis op verschillende manieren uitgelegd.
Het volkslied van Mexico heet simpelweg Himno Nacional Mexicano (Mexicaans Volkslied) maar wordt doorgaans Mexicanos, al grito de guerra (Mexicanen, op de roep van de oorlog) genoemd, naar de eerste regel van het lied. Het lied is geschreven door Francisco González Bocanegra op de muziek van Jaime Nunó, en was de winnaar van een wedstrijd die was uitgeschreven door president Antonio López de Santa Anna in 1853.

## Binnenlandse conflicten
In het zuiden van het land is er sprake van enige conflicten van lage intensiteit. Het bekendst is degene in Chiapas van het Zapatistisch Nationaal Bevrijdingsleger (EZLN). Sinds de gevechten begin 1994 is het er echter relatief rustig gebleven, en het EZLN voert tegenwoordig eerder een media- dan een guerrillaoorlog. Onderhandelingen tussen de regering en het EZLN zijn keer op keer stukgelopen, en sporadisch vinden er nog gevechten plaats. In Guerrero is het minder bekende Revolutionaire Volksleger (EPR) actief. In Oaxaca bestaat sinds de zomer van 2006 de niet-gewapende Volksassemblee van het Volk van Oaxaca (APPO) die poogt gouverneur Ulises Ruiz af te zetten. Volgens mensenrechtengroeperingen is in zowel Chiapas als Guerrero sprake van oorlogsmisdaden begaan door het Mexicaanse leger en paramilitairen, en straffeloosheid omtrent mensenrechtenschendingen.
Sinds de Mexicaanse regering in december 2006 de oorlog verklaarde aan de drugskartels hebben deze zich in toenemende mate opgeworpen als risico voor de nationale veiligheid en stabiliteit. De grote kartels zijn in hoge mate geïnfiltreerd in politiek en wetshandhaving. In grote delen van het noorden en het westen zijn zij de feitelijke machthebbers. De drugsoorlog eiste 2500 levens in 2007, 6300 in 2008 en 7800 in 2009.
Andrés Manuel López Obrador, die met een flinterdunne marge de presidentsverkiezingen van 2006 verloor aan Calderón, beschuldigde Calderón van verkiezingsfraude. Hij werd door de Nationale Democratische Conventie benoemd tot 'legitiem president van Mexico' en vormde een tegenregering. López Obradors acties oogstten (ook binnen zijn eigen partij) zowel lof als kritiek. Tegenstanders beschuldigden hem ervan de politieke en wettelijke orde omver te willen gooien, politieke instabiliteit te veroorzaken en meenden dat hij zich als 'legitiem president' belachelijk maakte terwijl aanhangers wezen op het vreedzame karakter van zijn beweging, dat hij diende als 'geweten voor de natie' en dat hij degenen die zich niet vertegenwoordigd voelden door Calderón een stem kon geven. De uit dit conflict ontstane protestbeweging Movimiento de Regeneración Nacional werd door López Obrador in 2014 eerst tot vereniging en later tot de politieke partij Morena omgevormd. Bij de algemene verkiezingen van 2018 won de coalitie geleid door Morena het presidentschap en de meerderheid in Senaat en Kamer van Afgevaardigden.

## Internationale betrekkingen
De Mexicaanse regering stond traditioneel in de internationale politiek non-interventie en zelfbeschikking voor (Estradadoctrine). De laatste jaren is zij echter internationaal een iets actievere rol gaan spelen, evenwel zonder zich militair met de rest van de wereld te bemoeien (Castañedadoctrine). Mexico geldt ook als een van de leidende landen in de vrijhandelsbeweging, het heeft meer vrijhandelsovereenkomsten dan enig ander land. Opvallend is dat zowel voor- als tegenstanders van globalisering vaak Mexico aanhalen als voorbeeld van de zegeningen dan wel de nadelen van globalisering.
Met de Verenigde Staten kent Mexico een haat-liefdeverhouding, die teruggaat op de Amerikaans-Mexicaanse Oorlog van 1846-1848. De verhouding tussen beide regeringen is over het algemeen goed, al zijn er de laatste jaren regelmatig conflicten, meestal omtrent immigratie. Een ander twistpunt is de verhouding met Cuba. Vergeleken met veel andere landen onderhoudt Mexico warme relaties met Cuba. De reden hiervoor is te zoeken in het 'revolutionaire' karakter van zowel Cuba als PRI-Mexico. Sinds de jaren 90 en de verkiezingszege van Fox zijn de verhoudingen met Cuba wel duidelijk verslechterd.
Mexico is lid van onder andere de Verenigde Naties, de Organisatie van Amerikaanse Staten, de Organisatie voor Economische Samenwerking en Ontwikkeling, de Groep van Rio en de Noord-Amerikaanse Vrijhandelsovereenkomst en waarnemend lid van de Caricom.